# Europahaus (Leipzig)
L'Europahaus (en français: La Maison de l'Europe) est un immeuble de bureaux de treize étages et de 56 m de haut situé au Augustusplatz à Leipzig dans l'arrondissement de Mitte. Le bâtiment est classé monument historique.

## Histoire

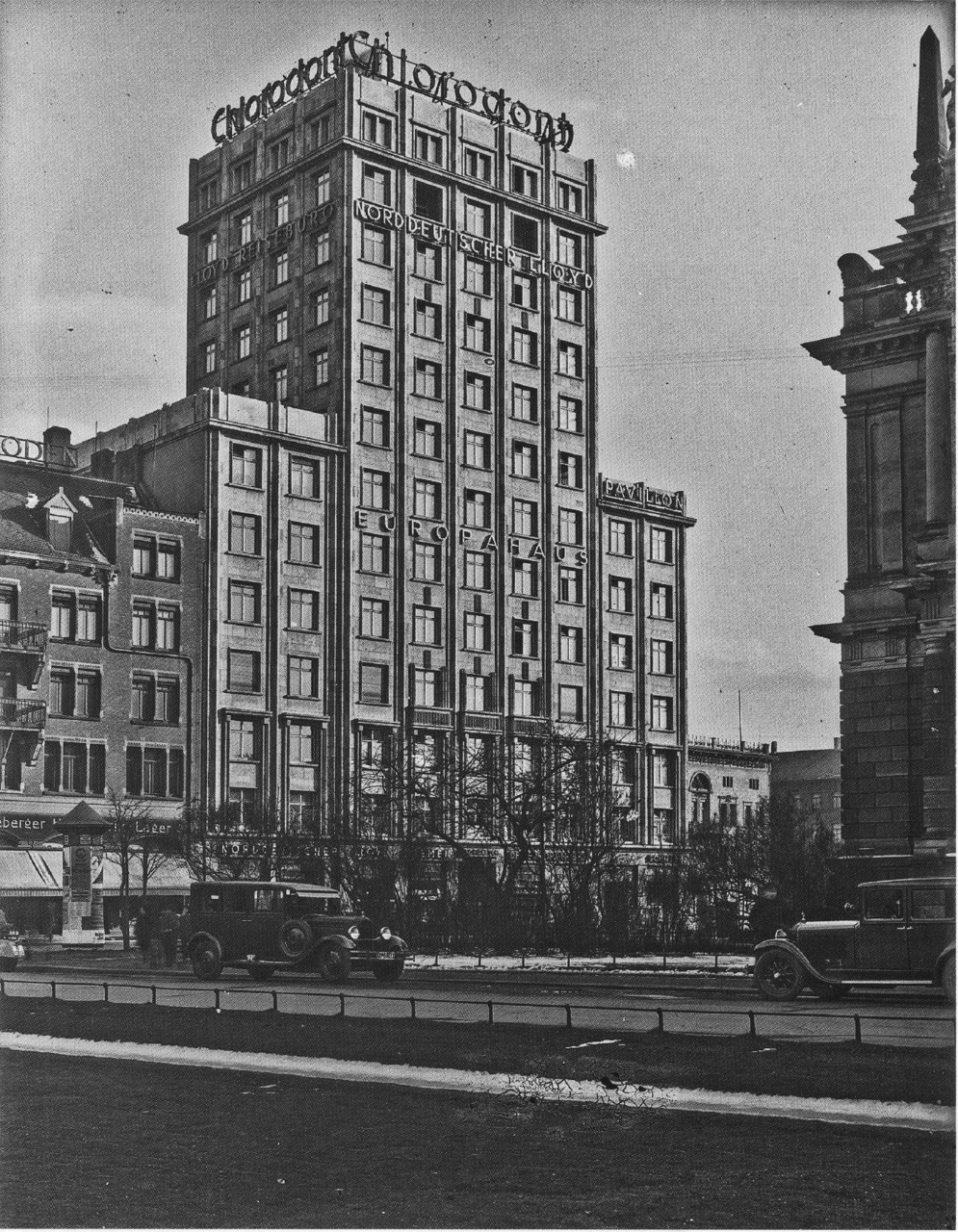
Image d'avant-guerre avec une partie de la Maison hollandaise sur la gauche et une partie du Musée des beaux-arts de Leipzig devant, qui ont tous deux été détruits pendant la Seconde Guerre mondiale

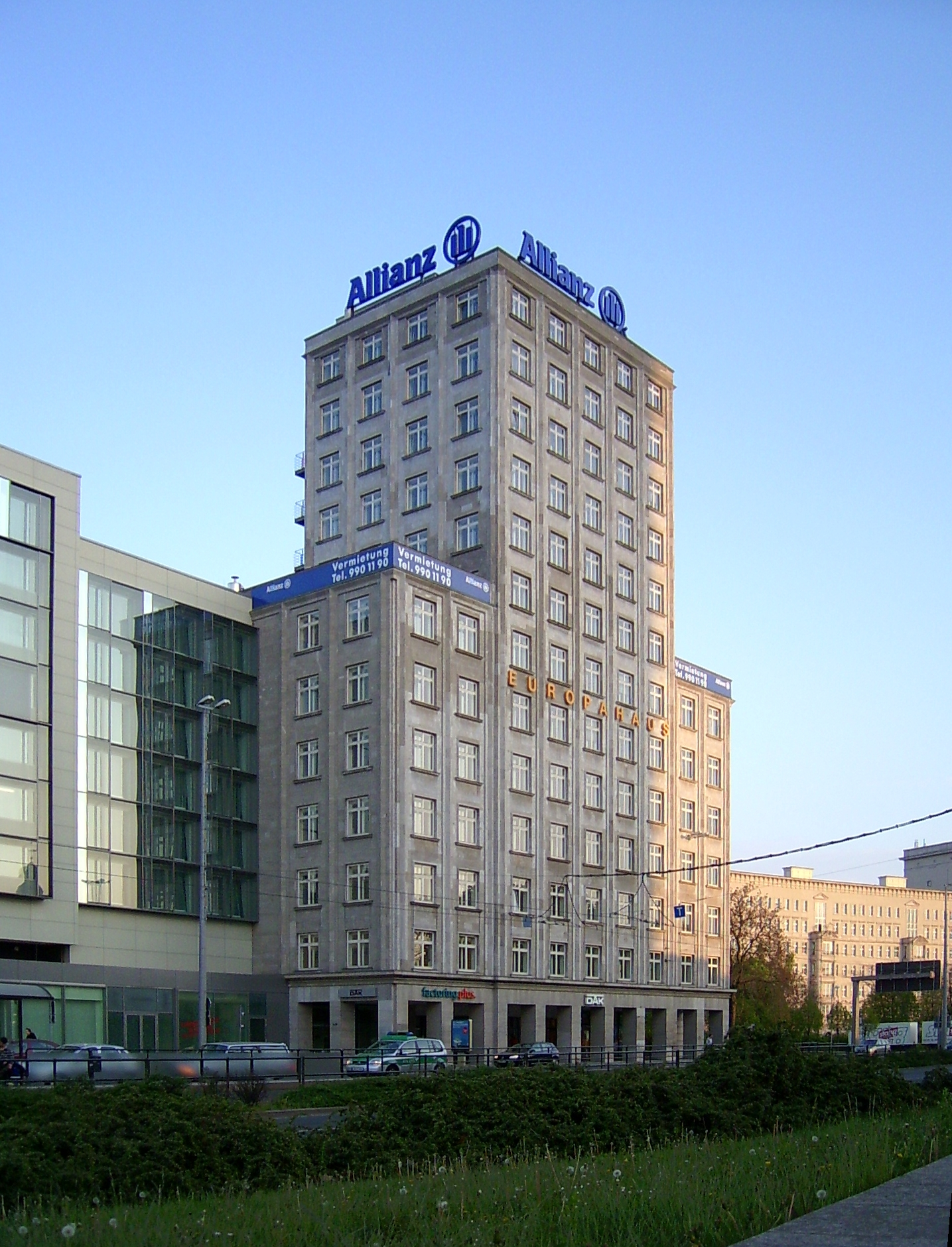
Europahaus en tant que succursale d'Allianz à Leipzig avec signalisation électronique correspondante sur le toit (2007)

Selon le Ringcity-Konzept de 1928 du responsable d'urbanisme Hubert Ritter, il était possible de construire des immeubles de grande hauteur indépendants le long du Innenstadtring (Leipzig), qui devaient ressembler à des piliers dans une couronne de ville. En raison de la Grande Dépression, seuls le gratte-ciel Kroch et l'Europahaus ont été réellement réalisés à Leipzig à cette époque.
L'Europahaus, le deuxième gratte-ciel de Leipzig, a été construit en 1928/29 par Otto Paul Burghardt (1875-1959) comme contrepoids au gratte-ciel Kroch de l'autre côté de l'Augustusplatz. En mai 1928, Burghardt devait suivre les demandes du ministère saxon de l'Intérieur et devait réviser son premier projet, sous la direction de Wilhelm Kreis (1873–1955), dans lequel la tour la plus haute était dans une position d'angle axiale. Par la présente, la façade du bureau et du bâtiment commercial a obtenu une forme considérablement simplifiée avec une structure verticale passant entre les fenêtres. Burghardt s'est dispensé de tout ornement, et la maison ne prend effet que par un accent sur la verticale. La révision fut achevée en juillet 1928, de sorte que le gros œuvre fut terminé début novembre 1929 et que la plupart des pièces purent être utilisées à partir du 1er janvier 1930.
Le coût était de 2 millions de Reichsmark, 600 000 Reichsmark étaient prévus.

## Architecture et utilisations
Le bâtiment à ossature en béton armé avec revêtement en calcaire coquillier, qui borde aujourd'hui directement le Ringbebauung des années 1950 sur la Roßplatz, se compose d'une tour de 56 mètres de haut avec 13 étages, qui a des ailes latérales de sept étages des deux côtés. Le "Radisson Blu Hotel Leipzig" d'aujourd'hui est directement relié de l'autre côté. Au moment de la construction, il y avait un restaurant avec jardin sur le toit au sommet de l'immeuble de grande hauteur qui aurait été le "café avec jardin sur le toit le plus haut d'Europe" jusque dans les années 1950,. Selon la même source, les premiers locataires comprenaient Claire Sigall, une salle de pratique de gymnastique au 12e étage et Norddeutscher Lloyd au rez-de-chaussée. Depuis 2020, la ville de Leipzig a officiellement rappelé que l'éditeur allemand de golf, qui a sorti le premier magazine allemand spécialisé sur « tout le sport du golf », avait son siège à l'Europahaus. La maison d'édition appartenait à la famille de Bernhard von Limburger, qui a remporté le championnat d'Allemagne à trois reprises de 1921 à 1925.
À l'époque de la RDA, la maison était le siège de l' administration de district de l'assurance de l'État de la RDA. En 1965, Frieder Gebhard et Hans-Joachim Dreßler ont réalisé une reconstruction dans le style des années 1960, l'extrémité supérieure étant considérablement modifiée. Des colonnades ont été construites au rez-de-chaussée, nécessaires après l'élargissement de Innenstadtring. Le bâtiment a été rénové en 1997/98. Les fenêtres ont été renouvelées et des réparations ont été effectuées sur la façade classée. L'Allianz Versicherungs-AG a ensuite emménagé en tant que nouvel hôte. Après des travaux de conversion et de modernisation par Leipziger Stadtbau AG, le fournisseur d'énergie municipal Stadtwerke Leipzig a emménagé dans l'Europahaus en 2014 avec environ 160 employés. En 2015, le bâtiment a été acquis par un fond de Union Investment.

## A ne pas confondre avec
À Leipzig, il existe également une association nommée Europahaus Leipzig eV depuis 1990, qui a son siège ailleurs à Leipzig (adresse: Markt 10). Le centre d'information officiel de l'UE Europe Direct pour la région de Leipzig / Saxe occidentale est également situé là-bas et non sur l'Augustusplatz.

## Littérature
- Wolfgang Hocquél, Leipzig. Architektur von der Romanik bis zur Gegenwart, Passage-Verlag, Leipzig 2004,  (ISBN 3-932900-54-5), p. 122 f., en allemand
- Peter Leonhardt: Moderne in Leipzig. Architektur und Städtebau 1918 bis 1933. Pro Leipzig, Leipzig 2007,  (ISBN 978-3-936508-29-1), pp. 35-37, en allemand
- Weinkauf, Berndt: Architekturführer. Die 100 wichtigsten Leipziger Bauwerke. Berlin, Jaron Verlag, 2011. p. 156—157.  (ISBN 978-3-89773-913-0), en allemand
- Annette Menting, Leipzig. Reclams Städteführer Architektur und Kunst, Reclam Verlag, Stuttgart 2015,  (ISBN 978-3-15-019259-7), S. 48, 105 f. (en allemand)
- (en) Sebastian Ringel, Leipzig! One Thousand Years of History, Leipzig, Author and Edition Leipzig in the Seemann Henschel GmbH & Co. KG, 2015, 151 p. (ISBN 978-3-361-00710-9)

## Source de la traduction
- (de) Cet article est partiellement ou en totalité issu de l’article de Wikipédia en allemand intitulé « Europahaus (Leipzig) » (voir la liste des auteurs).